# Calístenes

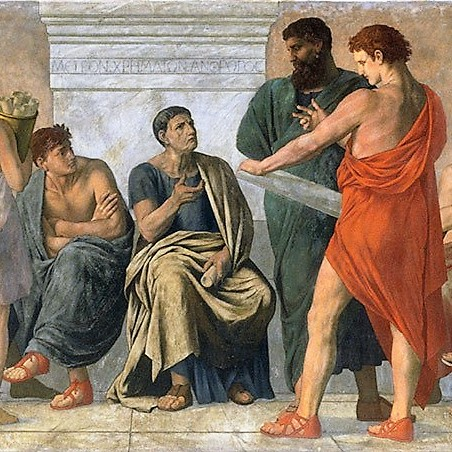
Calístenes, sobrino de Aristóteles, fue también su discípulo en su escuela en Aso

Calístenes de Olinto (en griego, Καλλισθένης; ca. 360 a. C.-328 a. C.) fue un historiador griego, sobrino de Aristóteles y discípulo suyo en Aso.

## Biografía
Calístenes viajó con su tío a la corte macedonia en Pella, tras la petición que Filipo II hiciera a Aristóteles para que fuera el tutor de su hijo Alejandro. Allí Calístenes adoptó paulatinamente el ideal panhelénico que propugnaba el rey macedonio, basado en la hegemonía de Macedonia en la Hélade para imponerse a la amenaza que suponía el Imperio aqueménida.
Tras el asesinato de Filipo, Calístenes fue recomendado por Aristóteles para ser el historiador personal de Alejandro durante su proyectada campaña contra el Imperio persa. Calístenes alabó en sus narraciones las hazañas de Alejandro, recogiendo la afirmación del rey macedonio de ser hijo de Zeus.
Junto a la crónica de la expedición de Alejandro, Calístenes escribió además varias obras más, como son las Helénicas, la historia de Grecia desde la Paz de Antálcidas hasta el comienzo de la guerra focidia (387-357 a. C.), así como la Lista de los vencedores de los Juegos Píticos junto a su tío Aristóteles.
Una gran cantidad de material legendario fue reunido en diez volúmenes denominados Romance de Alejandro, siendo la base de todas las leyendas sobre su figura en la Edad Media. La forma final de este texto pertenece al siglo III, su autor es generalmente conocido como el Pseudo Calístenes, si bien la traducción al latín, hecha por Julio Valerio Alejandro Polemio (principios del siglo IV) es atribuida a un Esopo. Otros personajes a los que se les atribuye su autoría son Aristóteles, Antístenes de Atenas, Onesícrates y Flavio Arriano. 

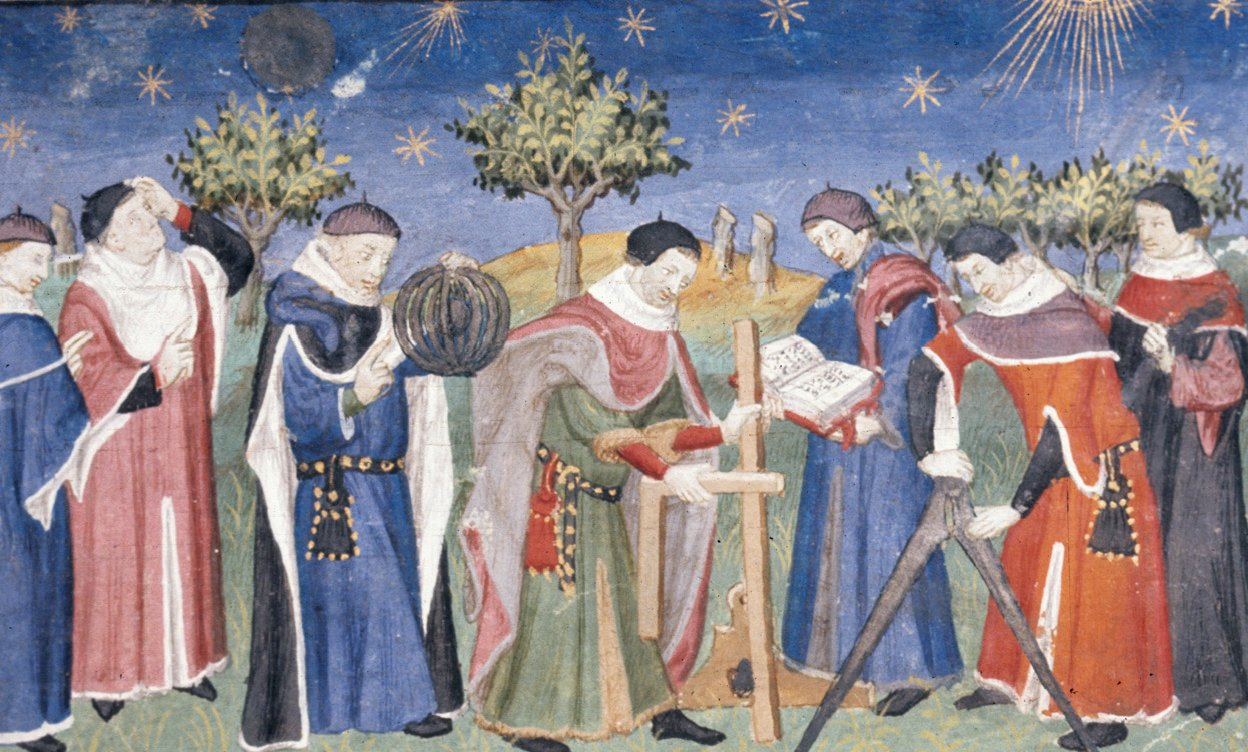
Ilustración de La verdadera historia de la vida del buen rey Alejandro, del Pseudo Calístenes

Junto al texto latino, se hicieron varias versiones en armenio, eslavonio, siríaco y cuatro en griego en la Edad Media; la traducción de Valerio fue sustituida finalmente por la que hiciera León, arzobispo de Nápoles, en el siglo X, la denominada Historia de Preliis.
Calístenes fue uno de los críticos de Alejandro desde el momento en que el rey macedonio decidió asumir el ceremonial persa, con prácticas tales como la proskynesis de sus súbditos ante él. Esta costumbre oriental consistía en la postración de rodillas y en tocar el suelo con la frente en esta postura ante el rey, como muestra de devoción ante el soberano por su naturaleza divina. Esta práctica asumida por Alejandro fue mal recibida por los macedonios y los griegos de su ejército y su burocracia, entre los que se contaba Calístenes, quien en una ocasión ofendió al rey no postrándose ante él. Esto supuso la caída en desgracia del historiador ante Alejandro, quien más adelante detuvo la denominada "conspiración de los pajes", acusando a Calístenes de estar detrás de ella. Calístenes fue detenido y encarcelado, ya que debido a su condición de heleno no podía ser enjuiciado por un tribunal macedonio.
Uno de los generales del rey de Macedonia, Lisímaco, que era de la misma edad que el amigo caído en desgracia, le visitaba todos los días. Ante estas muestras de amistad, el filósofo le dijo: ‘No es conveniente que vengas a verme tan a menudo, porque puedes atraer sobre ti las iras de Alejandro’; a lo que respondió: ‘No dejaré por ello de venir a verte todas las tardes, porque si ven que las personas virtuosas dejan de interesarse por tu suerte, todos creerán que eres culpable’.
Al final murió durante su cautiverio, bien a causa de las torturas, bien por inanición. El triste final de Calístenes fue conmemorado por su amigo Teofrasto en un singular tratado:Calístenes o Un tratado sobre el dolor, que dio a conocer durante una visita a Atenas.

## Citas
- Plutarco: Vidas paralelas, Alejandro, 52-55.
- Flavio Arriano: Anábasis, IV, 10-14.
- Suidas s.v.
- Diógenes Laercio: Vidas, opiniones y sentencias de los filósofos más ilustres,  V, Aristóteles.
- Quinto Curcio: Historia de Alejandro Magno de Macedonia, VIII, 5-8.